# Téhini (département)
Le département de Téhini est un département de Côte d'Ivoire. 